# Leaving Neverland
Leaving Neverland é um documentário de 2019 dirigido e produzido pelo cineasta britânico Dan Reed. O filme trata de dois homens, Wade Robson e James Safechuck, que alegam ter sido abusados sexualmente pelo cantor Michael Jackson, quando crianças, alem de examinar os efeitos dos abusos nas famílias das vítimas. O documentário resultou em uma reação contra Jackson e uma reavaliação de seu legado.
O filme é uma co-produção entre a emissora britânica Channel 4 e a emissora norte-americana Home Box Office (HBO). Ele estreou no Festival de Cinema de Sundance de 2019, em 25 de janeiro de 2019, e foi transmitido pela HBO, em duas partes, em março daquele ano.

## Sinopse

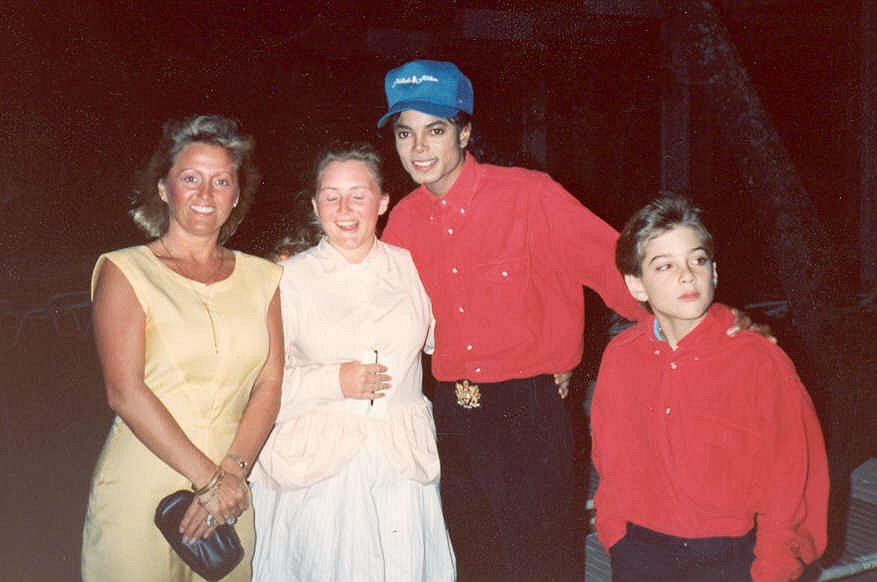
Jackson com James Safechuck (à direita) no Havaí, janeiro de 1988

Em 1993, Michael Jackson foi acusado de molestar sexualmente Jordan Chandler, de 13 anos de idade. Jackson negou as alegações e fechou um acordo fora do tribunal no valor de US$ 15 milhões, mais os honorários advocatícios; o acordo incluía ainda uma cláusula de confidencialidade. Nenhuma acusação criminal foi feita. Em 2005, depois de novas alegações, motivadas pelo documentário de 2003 Living with Michael Jackson, no qual o cantor é visto de mãos dadas com um garoto chamado Gavin Arvizo e falou sobre suas pernoites com crianças, Jackson foi absolvido das acusações de abuso sexual infantil.
Em 2013, o coreógrafo Wade Robson entrou com uma ação civil alegando que Jackson havia abusado sexualmente dele por sete anos, começando quando ele tinha sete anos de idade. Em 2014, após ver uma entrevista com Robson, James Safechuck também entrou com uma ação civil alegando ter sido abusado sexualmente por Jackson durante um período de quatro anos, a partir dos seus dez anos de idade. Ambos haviam testemunhado anteriormente em defesa de Jackson - Safechuck quando criança, durante a investigação de 1993, Robson tanto quando criança, em 1993, quanto adulto, em 2005. Em 2015, o processo de Robson contra o espólio de Jackson foi indeferido, sob a alegação dele ter sido iniciado tarde demais, e em 2017 foi decidido que nenhuma das entidades corporativas anteriormente de propriedade de Jackson poderiam ser responsabilizadas pelas alegadas ações do cantor.
No filme, Wade Robson, James Safechuck e suas famílias descrevem sua relação com Jackson. Safechuck e Robson alegam que Jackson abusou sexualmente deles em sua casa, Neverland Ranch, bem como em outras propriedades do cantor, localizadas na Califórnia.
Reed descreveu seu filme como um "estudo da psicologia do abuso sexual infantil, relatado por duas famílias comuns que foram aliciadas durante 20 anos por um pedófilo disfarçado de amigo confiável".

## Produção
O documentário foi concebido pela emissora britânica Channel 4. Depois de Reed gerar material suficiente para produzir um filme de quatro horas, a emissora americana HBO se juntou à produção. Reed sentiu que a duração de quatro horas era necessária para apresentar a história "de uma forma que ela fosse completamente compreensível em toda a sua complexidade". Reed não usou o filme para comentar sobre as ações ou motivações de Jackson.

## Lançamento
Depois de estrear no Festival de Cinema de Sundance de 2019, em 25 de janeiro, foi transmitido em duas partes nos EUA em 3 e 4 de março. Uma edição curta, em duas partes, está programada para ser transmitida no Reino Unido em 6 de março e 7 de março. Ele será mostrado na Alemanha, Espanha, Suécia, Israel, Nova Zelândia e diversos outros países. A primeira parte foi vista por 1,26 milhão de telespectadores em sua transmissão inicial pela HBO. A segunda parte foi vista por 0,93 milhão. Em 4 de março, a HBO transmitiu Oprah Winfrey Presents: After Neverland, no qual Robson, Safechuck e Reed foram entrevistados por Oprah Winfrey.
Em Portugal, Leaving Neverland estreou no dia 8 de março na plataforma de streaming HBO Portugal. Com as duas partes e o título Deixando Neverland, o documentário tem previsão de exibição no Brasil nos dias 16 e 17 de março na HBO Brasil e HBO GO.

## Repercussão
Em janeiro de 2019, o espólio de Jackson publicou um comunicado para a imprensa condenando o documentário, dizendo: "Os dois acusadores testemunharam sob juramento que esses eventos nunca ocorreram. Eles não forneceram provas independentes e absolutamente nenhuma prova em apoio às suas acusações". Apesar dos protestos dos fãs de Jackson, o Festival de Cinema de Sundance divulgou uma declaração de que não retiraria o filme. Reed disse: "Acredito que qualquer um que assistir a este filme verá e sentirá o impacto emocional sobre os homens e suas famílias". Na estréia de Sundance, Robson e Safechuck foram aplaudidos de pé. Eles disseram que receberam ameaças de morte de fãs de Jackson.
Jornalistas do The Guardian previram que a música de Jackson seria reavaliada após a transmissão. Brian Stelter observou que o documentário provocou um re-exame do legado de Jackson. Dezenas de estações de rádio em todo o mundo baniram as músicas do artista de suas listas de reprodução, incluindo as estações RNZ e NZME, da Nova Zelândia, e as estações canadenses CKOI e Rythme FM. Chris Richards, do The Washington Post, escreve que após acompanhar Leaving Neverland, as músicas de Jackson ganharam novo significado: "[Ele] sempre fez imenso sucesso, mas de repente suas músicas ganharam ainda mais fama, do modo mais sinistro. Elas parecem refletir a crueldade deste mundo. Sempre houve muito de bom para se ouvir nas músicas de Jackson, mas agora pode-se ouvir também o mal. 'Thriller' é hoje muito sobre um homem expondo seu horror interno. 'Smooth Criminal' passou a soar descaradamente criminosa. 'Keep It in the Closet' tornou-se sinistra e perversa. 'Man in the Mirror' virou uma confissão e culpa." Ele encerra sua análise afirmando que, agora com evidências de que Jackson "arruinou vidas de vulneráveis atrás de portas fechadas", o modo de ouvir suas músicas "tem de mudar novamente".
Em fevereiro de 2019, o espólio de Jackson fez uma petição a um tribunal para obrigar a HBO a cooperar em arbitragem sobre o plano de transmissão do filme. A HBO não pode ser processada por difamação, já que Jackson está morto; em vez disso, o espólio alega que a HBO violou um acordo de 1992 para transmitir o especial Live in Bucharest: The Dangerous Tour, quando a HBO concordou em nunca "depreciar" a imagem pública de Jackson. Para distrair a atenção do documentário, no dia do primeiro da exibição do Leaving Neverland: Part One, o espólio divulgou o concerto ao vivo no YouTube. No dia seguinte, para coincidir com a transmissão da Part Two, o espólio lançou outro concerto ao vivo de Jackson, Live at Wembley July 16, 1988.
Em 27 de fevereiro de 2019, a Conferência da Liderança Cristã do Sul escreveu para a HBO pedindo-lhes para cancelar a exibição, descrevendo-a como um "linchamento póstumo". O ator Corey Feldman, que era amigo de Jackson durante a infância de Feldman, disse que Jackson não havia agido de forma inadequada para ele, e chamou o documentário de "unilateral". Outro amigo de Jackson, Brett Barnes, que é mencionado no filme, ameaçou processar a HBO, escrevendo no Twitter: "O fato de que eles não conseguem fazer a pequena quantidade de pesquisa necessária para provar que são mentiras, por escolha ou não, faz é ainda pior ". Por sua vez, o produtor James L. Brooks, do seriado Os Simpsons, suspendeu o episódio intitulado Starving Raving Dad, produzido em 1991 e que contou com a participação de Michael na dublagem de um personagem que pensava ser o próprio astro pop, nas exibições futuras do seriado.

### Recepção crítica
No site Rotten Tomatoes, Leaving Neverland detém uma taxa de aprovação de 96% com base em 56 avaliações, com uma pontuação média de 7,68/10. Seu consenso declara: "Crucial e cuidadoso, Leaving Neverland dá amplitude e profundidade empáticas à complicada vida após a morte de abuso sexual infantil como experimentado por sobreviventes adultos." No Metacritic, ele possui uma média ponderada de 85 em 100, indicando "aclamação universal", com base em 20 análises.
Para a revista Entertainment Weekly, Kristen Baldwin deu ao documentário uma nota B. Ela criticou-o como "lamentavelmente unilateral" e concluiu: "Como um documentário, Leaving Neverland é um fracasso. Como um acerto de contas, porém, é inesquecível."  Para a The Hollywood Reporter, Daniel Fienberg escreveu que Leaving Neverland "é quase tanto quanto os mais de 20 anos durante os quais Robson e Safechuck mantiveram segredos ou até mesmo mentiram e encobriram a verdade — e os danos que podem causar — como são os próprios crimes alegados." Ele concluiu que "é duvidoso que você se sinta exatamente o mesmo depois de assistir". O jornal Daily Telegraph atribuiu a ele cinco em cinco estrelas, descrevendo-o como "uma imagem horrível do abuso infantil".
David Fear escreveu para a revista Rolling Stone: "Ao oferecer a esses homens um fórum, este médico claramente escolheu um lado. No entanto, o rigor com que detalha essa história de alegações e a maneira como as personaliza em um grau surpreendente é difícil de abalar". David Ehrlich, para o IndieWire, escreveu que o documentário era "seco" e "dificilmente um ótimo cinema", mas que era "um documento crucial para uma cultura que ainda não pode se ver claramente na sombra de Michael Jackson".
Alissa Wilkinson descreveu o documentário como "um caso devastador contra Michael Jackson" que "pode mudar para sempre o legado do ícone pop".